# グッド・ドクター
『グッド・ドクター』は、韓国のテレビドラマ。2013年にKBSで放送された。日本ではKBS WorldやBSフジなどで放送。主演はチュウォン、ムン・チェウォン。
2017年にアメリカで、2018年に日本でリメイクされ、2019年にはトルコで『Mucize Doktor（ミラクル ドクター）』のタイトルでリメイクされた。

## キャスト

### 主要人物
パク・シオン
演 - チュウォン
ソンウォン大学病院レジデント1年。自閉症でサヴァン症候群の青年。幼い頃に坑道の崩落事故により、兄を亡くし、医者になる決意をする。
チャ・ユンソ
演 - ムン・チェウォン
ソンウォン大学病院フェロー2年。密かにドハンに想いを寄せていたが、ドハンがチェギョンと付き合うようになり封印した。シオンの純粋さに触れて徐々にシオンとの距離を縮めていく。
キム・ドハン
演 - チュ・サンウク
ソンウォン大学病院小児外科副教授。ウソクの弟子。シオンを厳しく指導する。過去に精神障害を患った弟を交通事故により亡くしている。
ユ・チェギョン
演 - キム・ミンソ
ソンウォン大学病院経営企画室室長。ドハンの恋人。継母であるヨウォンを母親としても理事長としても認めず、彼女から財団を取り戻そうと考えている。

### ソンウォン大学病院
チェ・ウソク
演 - チョン・ホジン
ソンウォン大学病院院長。幼い頃のシオンの才能を見出し、彼が医師を目指すきっかけを作る。
カン・ヒョンテ
演 - クァク・ドウォン
ソンウォン大学病院副院長。裏でチョン会長と通じ病院の買収を企んでいる。
イ・ヨウォン
演 - ナ・ヨンヒ
ソンウォン大学病院財団理事長。チェギョンの継母。前理事長のチェギョンの父と結婚し、彼の死後、財団を引き継ぐ。
コ・チュンマン
演 - チョ・ヒボン
小児外科科長。医師としての才能がないうえに病院の利益や名誉ばかり重んじるため、部下から軽蔑されている。
イ・ヒョクピル
演 - イ・ギヨル
ソンウォン大学病院財団専務。コ科長の義兄。チェンマンと共謀して院長を失墜させるための陰謀を企むが、理事長に企みがバレて解雇される。
キム・ジェジュン
演 - チョン・マンシク
肝胆膵外科科長。
ハン・ジヌク
演 - キム・ヨングァン
ソンウォン大学病院レジデント4年で医局長。イネの姉・イニョンに好意を持っているが、恋愛下手で上手くいかない。

### その他
ナ・イネ
演 - キム・ヒョンス
小児病院入院患者。姉に好意を寄せるジヌクを応援したり、シオンの恋の相談に乗る。
パク・チュンソン
演 - チョン・ホグン
シオンの父。シオンが障害者であることがきっかけで、妻に暴力を振るうようになる。シオンと病院で再会した時には末期ガンを患っている。
オ・ギョンジュ
演 - ユン・ユソン
シオンの母。夫の暴力に耐え切れず、子供達を置いて家を出る。シオンがソンウォン大学病院に勤務していることを知り、病院の食堂で働き始める。
チョン会長
演 - キム・チャンワン
投資会社会長。カン副院長と共謀して病院を買収しようと企む男。過去に一度病院を買収しようとしたことがあり、前理事長のチェギョンの父を苦しめ死に追いやった。

## スタッフ
- 脚本 - パク・ジェボム、オ・ハナ
- プロデューサー - イ・ジェフン、パク・ウラム
- 演出 - キ・ミンス、キム・ジヌ、イ・ナムチョル、クォン・ヨンイル
- 製作 - KBS

## 受賞
- 百想芸術大賞 - TV部門ドラマ作品賞[5]

## アメリカ版
2017年にABCで放送されたアメリカ合衆国のテレビドラマ。邦題は『グッド・ドクター 名医の条件』

## 日本版
2018年7月12日から9月13日までフジテレビ系「木曜劇場」枠にて、舞台を日本に置き換えたリメイクドラマが放送された。主演は山﨑賢人。
本作品では、あくまで湊の観察力と知識によって察知するというリアリティを追求している。また、湊による小児外科の患者たちや子供を亡くした両親たちへの「心のケア」を重点的に描いている。
2020年4月9日から同年6月11日まで、『アンサング・シンデレラ 病院薬剤師の処方箋』が新型コロナウイルス感染拡大により撮影スケジュールに多大な影響が出たことにより開始が7月16日に延期となったため、本作品の再放送が行われた。

### あらすじ（日本版）
自閉症スペクトラム障害とサヴァン症候群を抱えている新堂湊は、幼少期の頃から小児外科医になることが夢であった。当時、町の診療所の医師であった司賀明は、その夢を叶えられるよう幼少期の頃から湊を支えた。湊は医師免許を取得し、東郷記念病院の院長になった司賀の計らいで、同病院小児外科にレジデント（後期研修医）として配属されることになった。湊の指導医の瀬戸夏美や主任の高山誠司、科長の間宮啓介らと共に、医師として子供たちを救うため、日々奮闘し成長していくことになる。湊はトラブルを起こすことが多く、そのことで周囲から偏見の目で見られることも多い。しかし、その一方で、周囲に大切なことを気付かせ、本人が意図しない内に周囲を変えていくことにもなる。
その裏で、東郷記念病院では、採算性の悪い小児外科を廃止しようとする動きがある。小児外科は赤字とはいえ、人員や小児病棟が少ない中、子供たちの最後の砦であるため、司賀や高山は同科の廃止に反対の立場をとっている。理事長の東郷美智や副院長の猪口隆之介は廃止に賛成の立場をとっているが、子供たちを救い、子供たちに寄り添うことにひた向きな湊ら小児外科の医師たちを見ている内に、次第に同科に対する考え方が変わっていくことになる。やがて司賀や高山は廃止を受け入れ、また、会議で廃止が決定するが、最終的には美智の決断により廃止は事実上撤回されることになる。
その後も、湊ら小児外科の医師たちは子供たちを救うため、日々奮闘し続けている。

### キャスト（日本版）

#### 主要人物（日本版）
新堂湊（しんどう みなと）〈26〉
演 - 山﨑賢人（幼少期：伊藤駿太）
本作品の主人公。東都大学医学部を首席で卒業し、司賀の計らいで東郷記念病院小児外科に配属されたレジデント。非常に礼儀正しく、誰にでも敬語で会話をするが、コミュニケーション能力に偏りが生じる自閉症スペクトラム障害とサヴァン症候群を抱えている。そのため、驚異的な記憶力を持つ一方で、子供のように純粋な一面を併せ持ち、陰で幼さを同僚たちに酷評されることがあった。1991年10月23日生まれ。血液型はAB型。
「大人になれない子供をなくしたい」という一心で小児外科の仕事に勤しんでいるが、当初は時に予期せぬ発言や行動を起こすことが多かったため、同科に入院している子供の親や保護者などから偏見の目で見られることも多かった。本人は正しいと思ってやっているので全く気にしていなかったが、夏美や高山の指導と患者やその家族の想いに触れることによって、社会性や医師としてのあり方を学び、次第に信頼を得るようになる。また、周囲から偏見の目で見られることを全く気にしていない。
自分に対して厳しく冷徹な態度をとる高山のことを恐れている一方で、高山から言われたことを素直に守り、医師としての技術と姿勢を尊敬する一面がある。
生後間もなく母親を病で亡くし、父親の航によって男手一つで育てられたが、その一方で航から虐待を受けていた。しかし湊自身はその原因は自分がいい子ではなかったからだと思っている。また、それでも航のことが好きで、医師になった自分を見てもらいたいとも思っている。幼少期の頃に兄の奏太と共に廃屋で鉄骨が崩壊した事故に巻き込まれ、その際に奏太とも死別した。奏太との死別後は司賀によって航から引き離され、児童養護施設で暮らしていた。現在も航から離れて1人で暮らしている。奏太から医師になるよう言われたことと、奏太の死がきっかけで「大人になれない子供をなくしたい」と思うようになったことで、幼少期の頃から小児外科医を志すようになった。奏太の形見の木彫りのメスを大切に持ち歩いている。時折、左胸の辺りを叩く動作をするが、これによって死別した奏太と会話をしているつもりのようである。この動作は幼少期の頃に司賀から教わった。
おにぎりが好物で、その理由は本人曰く「（形が）三角形だから面白い」「山の頂上をかじっているみたい」とのこと。また、アイス（チューペット）も好物である。話のエピローグでは夏美あるいは司賀と共にそれらを食べながら、患者やその家族との関わりを通じて学んだことを話し合う場面で締めくくられる。絵が好きで、本人曰く「寂しいとき嬉しいとき、よく絵を描く」とのこと。
ウルトラマンがとても好きであるためウルトラマンシリーズをよく見ており、第1話では自身と同じくウルトラマンが好きな子供患者のためにウルトラマンの絵を描いた。
瀬戸夏美（せと なつみ）
演 - 上野樹里
本作品のヒロイン的存在。東郷記念病院の小児外科医で湊の指導医。正義感が強く、基本的に明るく優しい性格で、子供たちからの信頼が厚い。人に弱みを見せられない一面がある。
小児外科医を目指して医師になり、早く一人前になりたいと思っているが、駆け出しのため手術の執刀経験があまりない。しかし、第3話にて、難易度の高い手術にもかかわらず、自ら決断し急患の美結の手術の執刀をした。この執刀が自身にとって初執刀となったが、残念ながら美結を術中死させてしまった。また、その後、自身が担当医を務める患者の舞の手術の執刀をすることになった。その後も何度か執刀をしている。
陰で湊のことを悪く言う同僚たちに対して彼をかばう発言をし、それを聞いた間宮から彼の指導医を任されたことがきっかけで、彼の指導医を務めることになった。当初は湊の予期せぬ発言や行動に戸惑い、不信感を抱き、彼に辛く当たることがあった。しかし、次第に子供たちからの湊への信頼や彼の行動原理を知り、小児外科での彼の最初の理解者となった。
仕事が終わった後、1人で立ち食い形式の焼肉屋に行くことが多い。その理由は本人曰く「病院から近いし、急患があったら（病院に）すぐ戻れるから」とのこと。焼肉屋や病院の屋上、医局で湊と共に食事をすることも多い。絵があまり得意でない一面があるようで、舞のために自身が描いた手術を解説した絵本に描かれた腎臓がソラマメだと、湊や子供たちから思われることがあった。最終話にて、湊の影響でおにぎりが好物になったようである。
高山誠司（たかやま せいじ）
演 - 藤木直人
東郷記念病院の小児外科主任。キャリアが長くてとても腕の良い医者であり（第1話にて2人の患者の手術を同時に行い、その2人同時手術を無事成功させた程である）、プライドも高い。次期小児外科長の座を狙って張り切っている。また、理事長である東郷美智の恋人である。当初は湊に「邪魔だ」「お前に医師は無理」などと怒鳴りつけたり、患者の手術に一切関与させないなど閉鎖的な態度が目立ち、彼からは恐れと深い尊敬を持たれている。過剰なまでに冷徹な態度の理由は自身の弟が湊と同じ自閉症を抱えていたことから、実は誰よりも湊のことを考えていたためだった。やがて患者のために決して治療を諦めない彼の純粋さと豊富な知識を認め、時に葛藤する湊に助言を送るなど幾らかは態度を改めるようになった。
副院長が進めている東郷記念病院を高齢者向け療養施設に改革する方針を反対しているが、改革の詳しい内容は知らない。

#### 東郷記念病院

##### 医師
間宮啓介（まみや けいすけ）
演 - 戸次重幸
東郷記念病院の小児外科長。高山と同じく腕の良い医者であるためこれまでに難しい手術を幾度となく成功させてきた程だが、実は何よりも世間体を気にする性格であり、予期せぬ行動を起こす湊のことを一切快く思っていなかった。趣味はゴルフであり、第1話では自身が担当する患者が急変したにもかかわらず大事なプロジェクトの会議だと偽って接待ゴルフをしていたが、湊の依頼で高山に替わって患者の手術を了承するなど、次第に医師として患者のために全力を尽くすようになる。非常に酒癖が悪く、酒乱すると凶暴となり手が付けられない。ちなみに自身が東郷記念病院の小児外科長に就任する前は猪口が当院の小児外科長を務めており、その猪口が当院の副院長となってからはその後任として当院の小児外科長に就任した。
中島仁（なかじま ひとし）
演 - 浅香航大
東郷記念病院小児外科のレジデント。当初は高山同様、湊に暴言に近い冷酷な言動を浴びせていた。第7話にて、高山に術式の説明が遅いと言われた他、湊に術式をすらすらと答えられたことに腹を立てたが、勉強に活用した本が、湊の手術に役に立ち、湊にお礼を言われたことで和解し、第8話以降は湊とは打ち解けている。
丸井智也（まるい ともや）
演 - 松居大悟
東郷記念病院小児外科のレジデント。
野々村勇（ののむら ゆう）
演 - 池岡亮介
東郷記念病院小児外科のレジデント。

##### 看護師
橋口太郎（はしぐち たろう）
演 - 浜野謙太
東郷記念病院小児外科の看護師。ムードメーカーであり、子供たちから好かれている。
中谷裕子（なかたに ゆうこ）
演 - 池津祥子
東郷記念病院小児外科の看護師長。
松田佳子（まつだ よしこ）
演 - 井上苑子
東郷記念病院小児外科の看護師。
倉本若菜（くらもと わかな）
演 - 夏目かな
東郷記念病院小児外科の看護師。

##### 経営陣
東郷美智（とうごう みち）
演 - 中村ゆり
東郷記念病院の理事長。前理事長の娘。病院が赤字経営ということもあり、一念発起して理事長に就任。しかし、副院長である猪口に脅されている。
小野寺（おのでら）和史
演 - 羽場裕一（第4話・第6話・第9話・最終話）
新日本医療グループの関係者。
猪口隆之介（いのぐち りゅうのすけ）
演 - 板尾創路
東郷記念病院の副院長。次期院長の座を狙っており、湊を間接的に利用したり、間宮に脅しをかけたりと、物語の黒幕的な存在である。東郷記念病院を高齢者向け療養施設に改革する方針を進めており、間宮や理事長にも協力要請をし、第9話にて可決され、年内には小児外科と産婦人科を廃止することも同時に決まった。しかし、協力要請をした間宮に対し、約束した役員の席を与えなかったことが、第8話の終盤にて判明した。第9話にて、滝川亮平の実父であるが、現在は妻とは離婚していることが判明した。かつては小児外科長を務めており、副院長となってからはその後任として間宮が小児外科長に就任した。
司賀明（しが あきら）
演 - 柄本明
東郷記念病院の院長。湊のことを幼少期の頃から知っており（かつては町の診療所を営んでおり、そこで当時幼少だった湊を診察していた）、自身が院長を務める当病院に小児外科医レジデントとして迎え入れた。基本的に実直で温和な性格で、患者を助けたいあまり病院の方針に不満を抱く湊を諭すなど、彼に医師としてのみならず、社会人として大切なことを伝えている。末期の胃癌を患っているため余命はあまり長くなく、第9話の終盤にて吐血して倒れているのを湊に発見される。

##### 患者
相川奈緒（あいかわ なお）
演 - 川島夕空（第1話 - 第6話・第8話・最終話）
小児外科病棟に入院する女の子。倫太朗と同い年くらい。担当医である夏美と仲が良い。双子の妹がいる。いつから入院しているのか不明だが、今作開始時点で既に入院していた。
武智倫太朗（たけち りんたろう）
演 - 斎藤汰鷹（第1話 - 第5話・最終話）
白血病のため、2015年頃から小児外科病棟に入院している男の子。人懐っこい性格で友達も多い。第5話にてその白血病が再発し倒れる。10話では回復してきている様子が描かれる。早く病気を治して、小学校生活に復帰したいと強く願っている。
富岡圭太（とみおか けいた）
演 - 小島怜珠（第1話 - 第6話・第8話・最終話）
小児外科病棟に入院する男の子。大のお菓子好きだが、卵アレルギーを持っている。いつから入院しているのか不明だが、今作開始時点で既に入院していた。
森下伊代（もりした いよ）
演 - 松風理咲（第2話 - 最終話）
小児外科病棟に入院する患者。幼い頃からずっと入退院を繰り返しており、第2話で再び入院してきた。3年前に両親を交通事故で亡くし、それ以降はずっと姉を頼って生きてきた。担当主治医は湊。第9話にて病状が悪化し、小腸の移植手術が必要だと診断されるが、肝硬変まで起こしたため終盤で吐血して倒れる。最終回にて肝臓と小腸の移植手術を受けて一命を取り留め、その後無事退院していった。
滝川亮平（たきがわ りょうへい）
演 - 萩原利久（第7話 - 第9話）
東郷記念病院に入院中の患者。伊代が密かに思いを寄せるイケメン。高校生で、入院前はバスケットボール部に所属していた。バスケットボールの練習中に頭を強打し、水頭症を発症した。今は車イスで生活している。第9話にて、歩行不可能と知りながらも湊の言葉に救われ、手術を受ける。

#### その他（日本版）
高山雅也（たかやま まさや）
演 - 吉村界人（第1話写真・第3話・第5話回想）
高山の弟。湊と同じく自閉症だった。自動車が何よりも好きだったため、「好きなことを全力でさせてやりたい」という高山の思いから、必死に懇願し自動車修理工場で働くことになったが、やがて従業員から苛められたり、仲間外れにされるようになった。最終的に帰り道で従業員たちと出くわした時にパニックに陥り、踏切から走る電車に飛び込み、自殺を図ってしまう。
新堂奏太（しんどう そうた）
演 - 田中奏生（第1話・第6話回想）
湊の兄。自閉症ということで同世代の子供から苛められる湊を誰よりも可愛がり、廃屋に秘密基地を作って遊んでいた。しかし、その廃屋に立てかけてあった鉄骨が崩壊し、湊を庇って下敷きになったことで命を落とした。この事件と奏太からの励ましが、湊が小児科医を目指すきっかけとなった。
森下汐里（もりした しおり）
演 - 松井愛莉（第2話・第6話 - 最終話）
伊代の姉。バイオリニストになるのが夢で音楽大学に進学するが、3年前に両親を交通事故で亡くしたのを機に音大を中退して昼も夜も働いて生活費や伊代の治療費を稼ぎながら生きてきた。第9話にて伊代に自分の小腸を移植する決意をした。

#### ゲスト（日本版）

##### 第1話
藤崎隆一
演 - 前川泰之
柏木祥子
演 - 安藤聖
浩太の母
演 - 西原亜希
柏木将輝
演 - 嶺岸煌桜
工藤浩太
演 - 大山蓮斗
工藤晴人
演 - 齋藤絢永
柏木有紗
演 - 緒方彩椰

##### 第2話
菅原真紀
演 - 黒沢あすか
菅原唯菜
演 - 山田杏奈
石山舞
演 - 中島琴音（第3話）

##### 第3話
市川英雄
演 - 髙橋洋
市川詩織
演 - 前田亜季
市川美結
演 - 竹野谷咲

##### 第4話
大石修治
演 - 村上淳
大石薫
演 - 瑛蓮
大石あかり
演 - 高松咲希

##### 第5話
新堂航
演 - 遠山俊也（第6話）
新堂湊の父。妻を早くに病で亡くし、湊とその兄の奏太を男手一つで育ててきたが、奏太は廃屋で鉄骨の崩壊による事故で亡くなったため湊と2人暮らしとなった。とても短気で喧嘩っ早い頑固親父であるため自閉症である湊の事を一切快く思っておらず、そのため彼に暴力を振るうなどの虐待を加えていた（湊が父から虐待を受けていたのは自分が良い子ではなかったからだと自ら主張していた）。その虐待がきっかけで湊は司賀によって自身から引き離されて児童養護施設に入れられ、彼と別居する事となった。
羽山徹郎
演 - 三浦誠己
羽山響
演 - 城桧吏
高山の母
演 - 金沢きくこ
高山の父
演 - 遠藤たつお

##### 第6話
鶴田皐月
演 - 堀内敬子
水野理香
演 - 篠原ゆき子
水野悟
演 - 森岡龍

##### 第7話
倉田菜々子
演 - 福田麻由子
倉田良枝
演 - 山下容莉枝
馬渕健太郎
演 - 藤原季節

##### 第8話
早見香織
演 - 酒井若菜
早見翔太
演 - 池田優斗
早見陽翔
演 - 鳥越壮真
早見隆
演 - 岡部尚

##### 第9話
滝川玲香
演 - 宮田早苗
盛岡豊
演 - 東根作寿英

##### 最終話
吉本浩一郎
演 - 近藤公園
吉本景子
演 - 村川絵梨
吉本美咲
演 - 古川凛

### スタッフ（日本版）
- 原作 - 韓国KBSドラマ『グッド・ドクター』（脚本：パク・ジェボム）
- 脚本 - 徳永友一、大北はるか
- 音楽 - 得田真裕
- 主題歌 - androp「Hikari」（image world / ZEN MUSIC）
- 医療監修
  - 小児外科 - 浮山越史（杏林大学病院）、渡邉佳子（杏林大学病院）、川嶋寛（埼玉県立小児医療センター）
  - 自閉症スペクトラム障害 - 西脇俊二（ハタイクリニック）
  - 産科婦人科 - 谷垣伸治（杏林大学病院）
  - 移植医療 - 山田洋平（国立成育医療研究センター）、加藤友朗（コロンビア大学外科）
- 医療指導 - 山本昌督（医療法人清友会笠松病院）、恩田秀賢（日本医科大学付属病院）、田中裕之（陵北病院）、谷垣礼子（虹クリニック）、百村麻衣（杏林大学病院）、茨木保（いばらきレディースクリニック）
- 取材協力 - 高田哲也（日吉メディカルクリニック）、加藤源俊（都立小児総合医療センター）
- 看護指導 - 石田喜代美、菊池英恵
- キャラクターデザイン - 門秀彦
- 脚本協力 - LiLy、倉光泰子、溝井英一デービス、相馬光
- 絵画制作 - kokoro
- 画面制作 - 株式会社グレートインターナショナル
- 経営監修 - 山田真哉
- ソプラノ指導 - 淺沼美穂
- 合唱指導 - 柳村美佳
- 劇中使用曲 - 「365日の紙飛行機」（作詞：秋元康、作曲：角野寿和・青葉紘季）
- 資料協力 - 弁護士 中野進一郎
- 劇中使用書籍 - 佐野洋子『100万回生きたねこ』（講談社刊）
- 映像協力 - レイトンミステリー探偵社
- 協力プロデュース - 西坂瑞城
- プロデュース - 藤野良太、金城綾香
- 演出 - 金井紘、相沢秀幸、野田悠介
- 制作著作 - フジテレビ

### 放送日程（日本版）
| 各話                                                                         | 放送日  | サブタイトル                                                          | 脚本       | 演出     | 視聴率 |
| ---------------------------------------------------------------------------- | ------- | --------------------------------------------------------------------- | ---------- | -------- | ------ |
| 第1話                                                                        | 7月12日 | 最高にピュアな小児外科医誕生! 幼き命を守るために闘う医師たちの感動作  | 徳永友一   | 金井紘   | 11.5%  |
| 第2話                                                                        | 7月19日 | 女子高生が未熟児を緊急出産! 小さな命を守りたい…                       | 徳永友一   | 金井紘   | 10.6%  |
| 第3話                                                                        | 7月26日 | 病院をたらい回しされた少女! 救いたいだけなのに…                       | 大北はるか | 相沢秀幸 | 11.6%  |
| 第4話                                                                        | 8月02日 | 身元不明の少女を湊が初担当!? 少女の悲しい秘密                         | 徳永友一   | 相沢秀幸 | 10.6%  |
| 第5話                                                                        | 8月09日 | 天才少年の歌声が病魔に! 湊、小児外科医をクビ…?                        | 大北はるか | 金井紘   | 12.2%  |
| 第6話                                                                        | 8月16日 | 私の赤ちゃんを救って…。湊が挑む! 母体か子どもか                       | 大北はるか | 相沢秀幸 | 10.8%  |
| 第7話                                                                        | 8月23日 | 元小児外科患者が再入院! 結婚直前の2人に悲劇が…                        | 徳永友一   | 野田悠介 | 13.0%  |
| 第8話                                                                        | 8月30日 | 大病を患う幼い命…家族が抱えるそれぞれの想い…                          | 大北はるか | 金井紘   | 9.4%   |
| 第9話                                                                        | 9月06日 | 何回手術すれば気が済むの? すれ違う姉妹の想いに湊は…ついに最終章!      | 大北はるか | 相沢秀幸 | 10.2%  |
| 最終話                                                                       | 9月13日 | すべての子供が、大人になれますように。 小さな命を繋ぐための最後の闘い | 徳永友一   | 金井紘   | 12.4%  |
| 平均視聴率 11.2%（視聴率はビデオリサーチ調べ、関東地区・世帯・リアルタイム） |         |                                                                       |            |          |        |

- 第1話・第9話・最終話は22時 - 23時9分の15分拡大放送。
- 北海道文化放送のみ、第9話は2018年9月13日の14時50分 - 15時50分に短縮版に再編集して再放送された。
- 木曜劇場において平均視聴率2桁獲得は、2014年10月期の『ディア・シスター』以来約4年ぶりの快挙となった[14]。

### 受賞（日本版）
- 第98回ザテレビジョンドラマアカデミー賞[15]
  - 主演男優賞（山﨑賢人）
  - 助演女優賞（上野樹里）

### 関連商品（日本版）
サウンドトラック
- フジテレビ系ドラマ「グッド・ドクター」オリジナルサウンドトラック（2018年8月29日発売、ポニーキャニオン、PCCR-00674）

Blu-ray・DVD
- グッド・ドクター Blu-ray BOX（2019年1月9日発売、ポニーキャニオン、PCXC-60089）
- グッド・ドクター DVD-BOX（2019年1月9日発売、ポニーキャニオン、PCBC-61775）

| フジテレビ系 木曜劇場                                         | フジテレビ系 木曜劇場                        | フジテレビ系 木曜劇場                                               |
| 前番組                                                        | 番組名                                       | 次番組                                                              |
| ------------------------------------------------------------- | -------------------------------------------- | ------------------------------------------------------------------- |
| モンテ・クリスト伯 -華麗なる復讐- （2018年4月19日 - 6月14日） | グッド・ドクター （2018年7月12日 - 9月13日） | 黄昏流星群 〜人生折り返し、恋をした〜 （2018年10月11日 - 12月13日） |